# Wapen van Zwolle
Het huidige wapen van de gemeente Zwolle is bij Koninklijk Besluit op 18 april 1974 aan de gemeente verleend, ter vervanging van het in 1819 verleende wapen. Het was een verbeterde versie van het wapen, aangezien er in de tekening op het wapendiploma een paar storende fouten waren gemaakt. Bovendien werden de leeuwen van goud in plaats van in natuurlijke kleur, zoals in het eerdere wapen.
Het wapen wordt omschreven als: "In azuur een kruis van zilver. Het schild gedekt met een keizerskroon van goud en gehouden door 2 leeuwen van goud, getongd en genageld van keel." Azuur en keel zijn heraldische kleuren en staan voor respectievelijk blauw en rood.
De kleuren van het huidige gemeentewapen zijn de kleuren van Sint-Michaël, de schutspatroon van Zwolle. Blauw werd gezien als de kleur van Michaël, omdat deze aartsengel in de Openbaringen de aanvoerder is van de hemelse legers in hun strijd tegen de duivel.
Toen Zwolle op 4 oktober 1488 van keizer Frederik III van het Heilige Roomse Rijk het recht kreeg eigen munten te slaan, werd de stad ook bevestigd in het gebruik van een stadswapen en –banier: "in allen iren panirn neben irem wappen so sy bisher von gemeiner statwegen gefurt und gebraucht haben und mit namen ist ein plauer oder lasurter schilde darinn ein weisses oder silberfarb creutz auch die figur des ertzenngels sannt michael in gelb oder goldfarb scheinende mit einem rotten mannttel."
Dat Zwolle een stad van het Heilige Roomse Rijk was werd benadrukt door op het wapenschild de keizerlijke kroon af te beelden.
De afbeelding van de aartsengel Michaël is in de loop der tijd van het wapen verdwenen en in 1819 werd het wapen beschreven als " zijnde een schild van lazuur, beladen met een kruis van zilver. Het schild gedekt met eene keizerlijke kroon en ter wederzijde vastgehouden door een klimmenden leeuw in zijne natuurlijke kleur."

## Keizerskroon
Zwolle is een van de tien Nederlandse gemeenten die een keizerskroon mogen voeren. Alleen de kroon van Medemblik is in azuur (blauw). Die van de overige negen wapens: Amsterdam, Bolsward, Deventer, Hulst, Kampen, Middelburg, Nijmegen, Tiel en Zwolle zijn rood.

## Verwant wapen

Wapen van de Basiliek van Onze-Lieve-Vrouw-ten-Hemelopneming